# Осокорівська стоянка
Осокорівська стоянка — археологічна стоянка ранньої середньокам'яної доби Дніпра біля села Осокорівка Синельниківського району Дніпропетровської області. Розташована на лівому березі у Надпоріжжі. Тепер затоплена Дніпровським водосховизем.
Є епонімною пам'яткою осокорівської культури середньокам'яної доби України.
Датується фінальним плейстоценом і має вік у межах 12—10 тисяч років тому.
Найбільш повне уявлення про характер пам'яток осокорівського-рогалицької культури дали розкопки Осокорівської стоянки у 1931 році, перед підняттям греблі Дніпрогесу, та й у 1944 році, коли води Дніпрогесу були спушені внаслідок підриву греблі під час війни.
Було виділено шість основних археологічних шарів:
- шари 4-6 — кінцево-давньокам'яної доби,
- шари 1-3 — середньокам'яної доби.

Найбагатші знахідки дав ранньосередньокам'яний шар 3в.

## Житла
Виявлено залишки п'яти наземних жител округлої форми розташовані по колу 20-22 м у поперечнику на відстані 5-7 м один від іншого. Площа жител від 12-14 до 30 м2.
Вони мали стовпову конструкцію.
Очевидно, стіни були сплетені з лози і обмазані глиною. У центрі цих споруд розчищені залишки відкритих вогнищ площею 2,5-3,0 м2.
Залишки подібних вогнищ виявлені за межами жител. Всього у шарі 3в зібрано близько 8000 крем'яних виробів. За їх розміщенням І. Ф. Левицькому вдалося простежити місце обробки кременю, й в одному випадку виявлене граніто-гнейсове «ковадло».